# ليندسي كارتر ارين
ليندسي كارتر ارين (بالإنجليزية: Lindsay Carter Warren)‏ هو محامي وسياسي أمريكي، ولد في 16 ديسمبر 1889 في واشنطن في الولايات المتحدة، وتوفي بنفس المكان في 28 ديسمبر 1976. حزبياً، نشط في الحزب الديمقراطي. وقد انتخب عضو مجلس ولاية كارولاينا الشمالية وانتخب عضو مجلس نواب كارولينا الشمالية وانتخب عضو مجلس النواب الأمريكي.